# Analfabetisme
Analfabetisme of ongeletterdheid slaat op mensen die de vaardigheid in lezen, spellen en schrijven niet of niet in voldoende mate beheersen. Dergelijke mensen heten analfabeten of ongeletterden. In het Nederlands wordt onderscheid gemaakt tussen analfabeten en laaggeletterden. Laaggeletterden kunnen wel lezen en schrijven, maar beheersen deze vaardigheden niet goed genoeg om te kunnen functioneren in de samenleving. Daarnaast bestaat er een groep mensen met dyslexie, die wel kunnen lezen maar het niet (geheel) kunnen interpreteren. Een persoon met dyslexie kan met moeite taallessen volgen. Een analfabeet is echter in het geheel niet in staat teksten te lezen, maar is wel in staat om taal te leren.

## Verspreiding

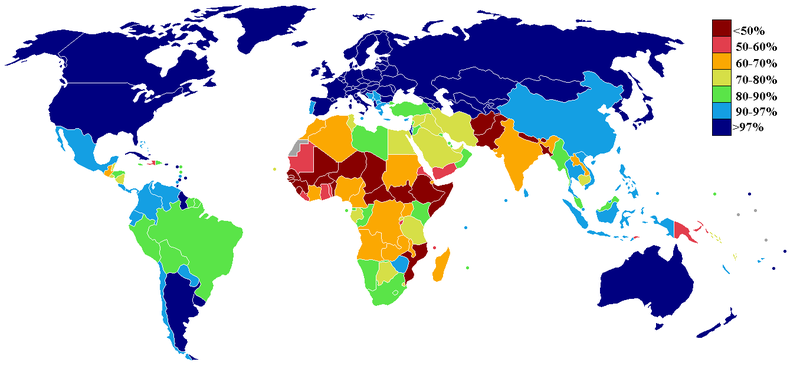
Geletterdheid in de wereld
Bruin: onder 50%
Rood: 50-60%
Oranje: 60-70%
Olijfgroen: 70-80%
Groen: 80-90%
Lichtblauw: 90-97%
Donkerblauw: boven 97%
Bron: The World Factbook (2011)

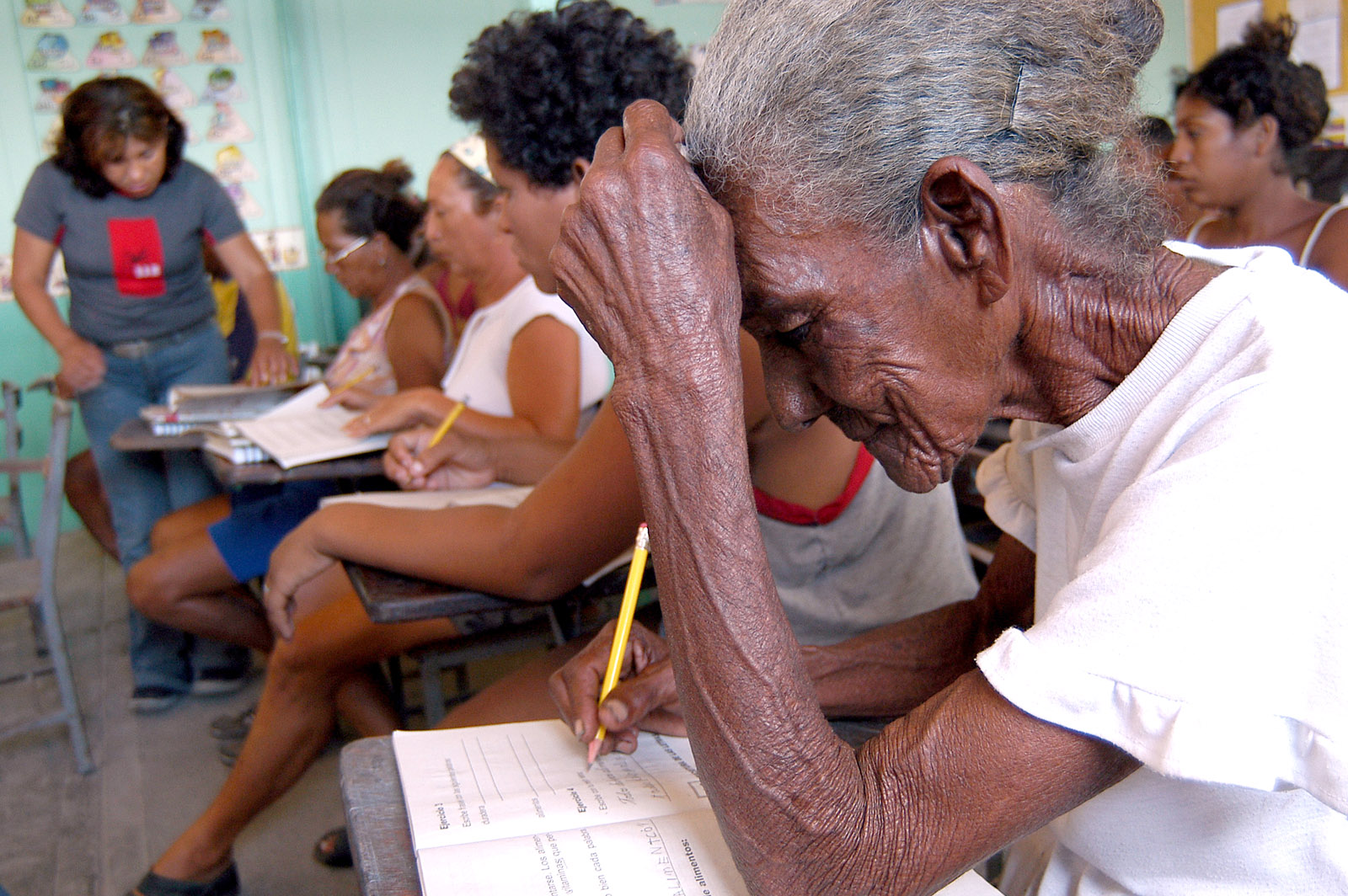
Alfabetiseringscampagne, Venezuela, 2004.
Op de voorgrond: Carmen Vásquez (85)

Analfabetisme (ongeletterdheid) komt vooral voor in de ontwikkelingslanden, hoewel het aantal analfabeten ook daar aan het afnemen is. Volgens cijfers van de Wereldbank, is het analfabetisme in de ontwikkelingslanden, gedefinieerd als het percentage personen boven de 15 dat niet kan lezen of schrijven, gezakt van 30% in 1990 naar 24% in 1999. De meeste analfabeten zijn te vinden in Zuid-Azië (46%), gevolgd door Afrika ten zuiden van de Sahara (39%).
China kampte door het moeilijk toegankelijke karakterschrift met een zeer hoog analfabetisme, hoewel bijvoorbeeld een land als Japan dat gebruikmaakt van een soortgelijk schrift bij de landen hoort met de meeste geletterden ter wereld. Onderwijshervormingen, en een vereenvoudiging van het schrift hebben tot een sterke daling van het analfabetisme in China bijgedragen. Het functioneel analfabetisme is in China echter nog steeds hoog. Analfabetisme is in China gedefinieerd als het kennen van minder dan 1.500 karakters. Personen met alleen lager onderwijs kennen ongeveer 1.000 karakters, voldoende om opschriften in winkeletalages te lezen, maar onvoldoende om een krant of boek te kunnen lezen; dat kunnen alleen personen met een afgesloten secundaire opleiding. In de jaren 50 overwogen Chinese leiders zelfs om deze reden het Latijnse schrift in te voeren.
In westerse landen zoals Nederland en België komt ook nog analfabetisme voor, al doen beide landen ernstige inspanningen om dit terug te dringen.
- In Vlaanderen werken de centra voor basiseducatie intensieve cursussen uit. Deze cursussen zijn erg laagdrempelig en behalve lezen en schrijven komt ook maatschappelijke redzaamheid aan bod, omdat de groep laaggeletterden daar vaak ook behoefte aan heeft, zoals het invullen van formulieren en het aanvragen van uitkeringen.
- Nederland telt 250.000 analfabeten (1,5% van de bevolking) en 2,5 miljoen laaggeletterden of zogenaamde functioneel analfabeten (18% van de bevolking); dit houdt in dat men weliswaar in staat is bijvoorbeeld de eigen naam te schrijven en/of om losse woorden te lezen, maar niet om een langere tekst dusdanig snel en correct te lezen dat men deze ook daadwerkelijk begrijpt. Het aantal mensen dat functioneel analfabeet is wordt vaak onderschat. Zelfs onder jongeren komt functioneel analfabetisme nog veelvuldig voor. 10 procent van de 15-jarigen wordt door een niet-gepubliceerd Cito-rapport als zwakke lezer bestempeld. In april 2006 bracht de Onderwijsinspectie een rapport uit waaruit bleek dat 25 procent van de basisschoolleerlingen groep 8 verlaat met een leesachterstand van twee jaar. Ook zwakbegaafden zijn vaak functioneel analfabeten.

## Organisaties in Nederland
De Stichting Lezen & Schrijven wil laaggeletterdheid bespreekbaar maken en vraagt aandacht voor dit probleem bij publieke organisaties en instellingen. Ook richt ze zich op beroepsgroepen en bedrijven. Uit onderzoek, dat is uitgevoerd door deze stichting, blijkt dat laaggeletterdheid Nederland jaarlijks 537 miljoen euro kost. Een andere organisatie op dit vlak is de Stichting Belangenbehartiging Alfabetisering het is een zelforganisatie van laaggeletterde Nederlanders en bestaat uit (ex)analfabeten. De stichting doet aan voorlichting, belangenbehartiging en ontmoeting. In 2006 bestond de stichting tien jaar.